# Stadio Filadelfia
Stadio Filadelfia, dříve také campo Torino byl fotbalový stadion v italském městě Turín, v regionu Piemonte. Svůj název získal díky městské čtvrti Borgo Filadelfia, kde byl vybudován.
Fanoušci jej nazývaly Fila nebo Fossa dei Leoni a byl hlavním fotbalovým stadionem klubu Turína v letech 1926–1943, 1945–1958 a 1959–1963. Jeho sláva byla spojována díky slávě Grande Torino ve 40. letech 20. století. Po rekonstrukci dokončené v roce 2017 se stal sportovním centrem vyhrazeným pro tréninky klubu a zápasy týmu Primavera.

## Historie
Stadion nechal postavit Hrabě Enrico Marone Cinzano, tehdejší prezident klubu býků. Dne 24. března 1926 byla podána žádost o stavební povolení a po přijetí byly práce svěřeny inženýru Mirovi Gambovi. Práce trvaly 5 měsíců práce a stála necelé dva a půl milionu lir. Slavnostní otevření se uskutečnilo 17. října 1926 během zápasu proti Fortitudem za přítomnosti korunního prince Umberta II., princezny Marie Adelaide a publika čítajícího 15 000 diváků. Hřišti před zápasem požehnal turínský arcibiskup Monsignor Gamba.

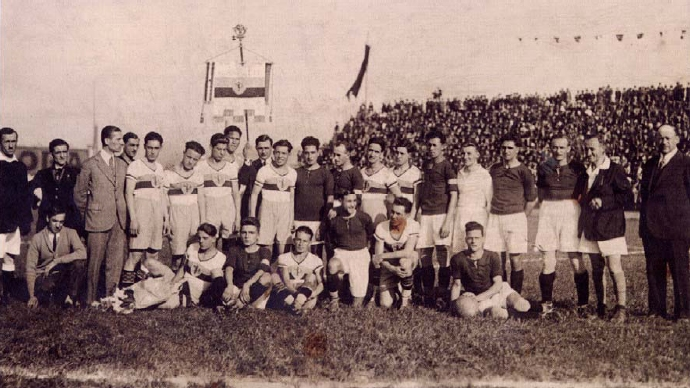
Týmy Turína a Fortitudo, které se střetly v zahajovacím zápase, 17. října 1926.

Původně se stadion rozkládal na ploše 38 000 m² obehnaný zdí, sestával pouze ze dvou tribun, s kapacitou až 15 000 osob (1 300 na centrální tribuně, 9 500 na schodech, 4 000 v parteru). Pod tribunou byl parter uspořádaný do 13 řad. Philadelphia nechala postavit betonová tribuna a dřevěnou a litinovou tribunu v secesním stylu . Sedadla na tribuně byla dřevěná a všechna očíslovaná. Stěna obklopující konstrukci byla vysoká 2,5 metru. Hřiště mělo rozměry 110 × 70 metrů, bylo pokryto trávou a opatřeno drenážním systémem. Pod tribunami se nacházel byt správce a čtrnáct pokojů, které sloužily nejen hráčům a rozhodčímu, ale také ošetřovně, vedení a občerstvováni. Hráči se na hřiště mohli dostat ze šaten podchodem. Stadion prošel rozšiřovacími pracemi. V roce 1928 byla přistavěna pokladna a v roce 1932 byly rozšířeny schody na tribunu, čímž se celková kapacita zvýšila na 30 000 lidí.
Tento stadion hostil domácí zápasy Turína až do konce sezóny 1962/63. Zde se vyhrálo šest ze svých sedmi titulů v lize. (k nimž je třeba přičíst i odvolanou z roku Národní divize 1926/1927|1926/27). V této struktuře zůstal Turín neporažen šest let, 100 po sobě jdoucích zápasů, od 17. ledna 1943 do tragédie Superga, včetně slavného 10:0 proti Alessandrii (stále rekord pro zápas Serie A). Dne 13. července 1943, byl stadion bombardován. Mezi poškozenými částmi bylo hřiště (později využívané Spojenci ke hraní baseballu). Po válce renovační práce provedl nový prezident Ferruccio Novo.
Po tragédii Superga dal prezident Ferruccio Novo stadion k dispozici Italské fotbalové federaci. Dokonce uvažoval o možnosti stadion zbourat, protože po válce se oblast Philadelphie stala rezidenční a zrodila se myšlenka zbourat komplex a postavit nové budovy. Nakonec se projekt neuskutečnil.
Dne 19. června 1963 se hrál poslední oficiální zápas před opuštěním stadionu. Hrál se semifinálový druhý zápas turnaje o Středoevropský pohár 1963 Turín - Vasas, který skončil 2:1. Poté se klub trvale přestěhoval do Comunale.
Stadion také hostil několik domácích zápasů Juventusu a to poprvé v roce 1936 a po druhé v roce 1962. V roce 1970 se poprvé pokusilo stadion obnovit, když byl prezidentem klubu Orfeo Pianelli. Nechal provést projekt renovace. Cílem bylo umožnit prvnímu týmu trénovat s obnovou hřiště a vybudováním tělocvičny. Práce se potýkaly s problémy a byly v roce 1973 zrušeny, protože plocha byla stále určena pro veřejnou zeleň. Pianelliho myšlenka zahrnovala celkovou demolici stavby, vybudování hřišť a stavby pro ubytování mládežnických týmů. Původní projekt selhal také kvůli některým výhrůžkám smrtí, které dostal prezident.

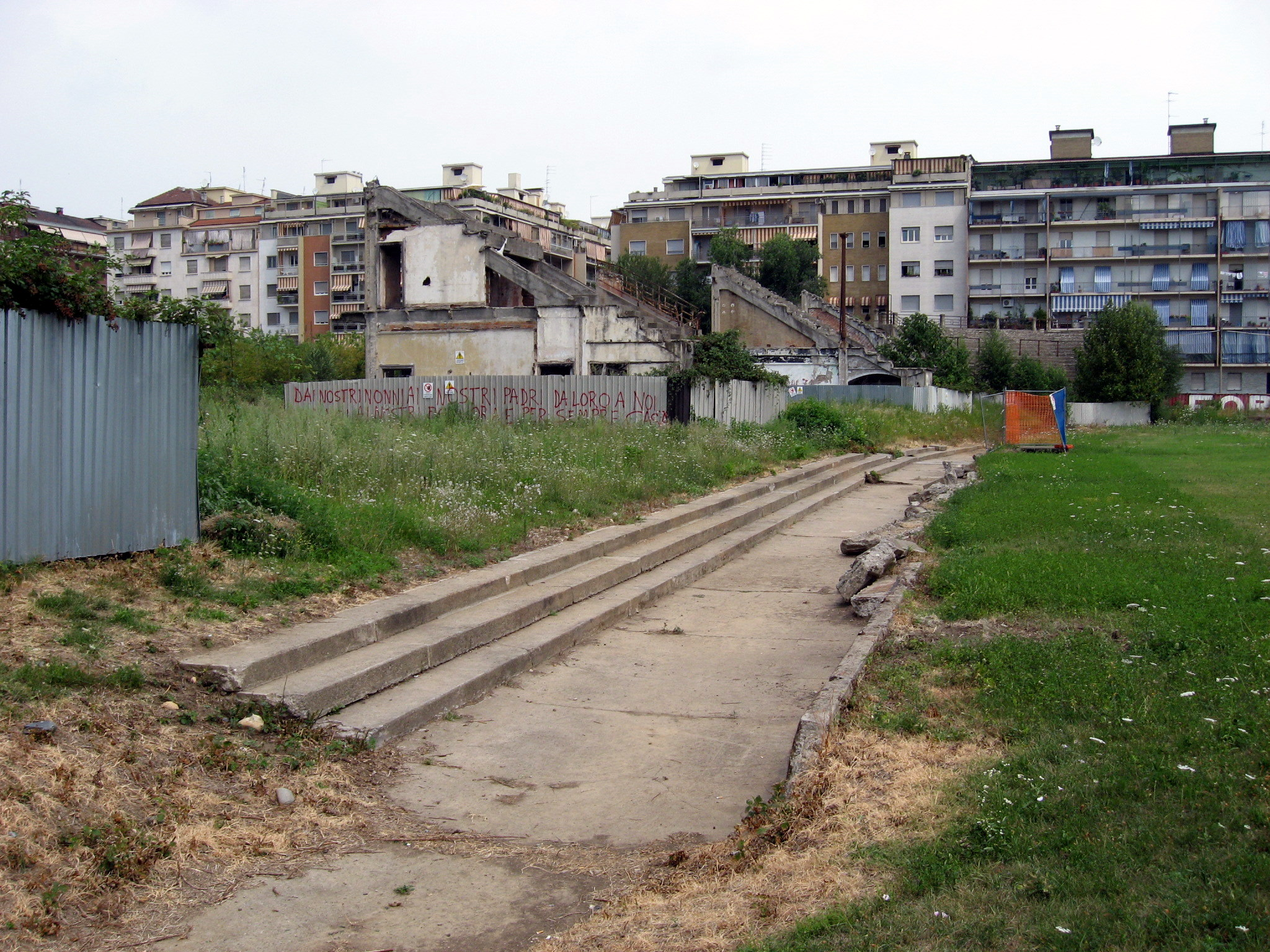
Jedna z tribun v roce 2009.

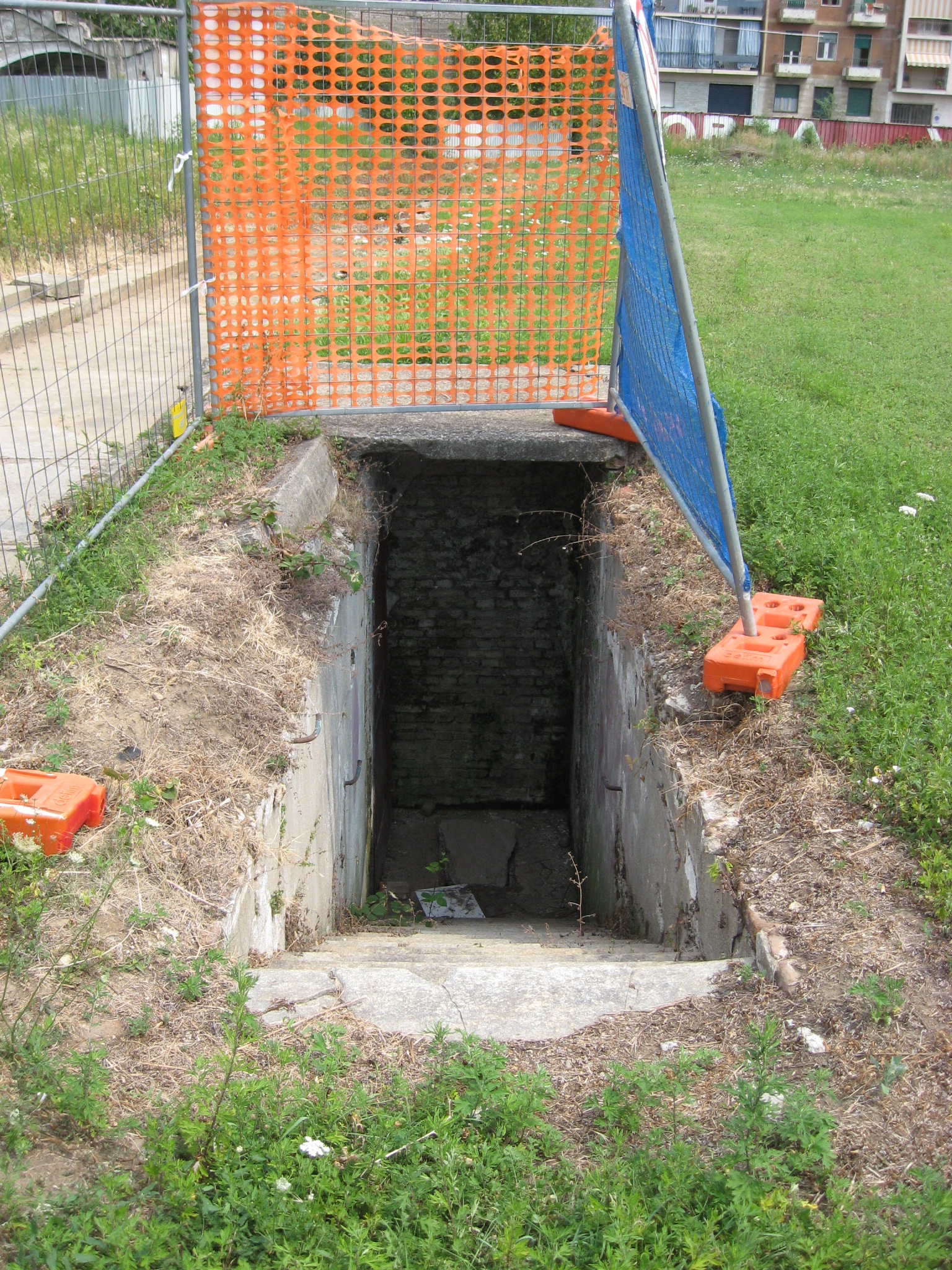
Vchod do šaten v roce 2009.

Turín zde trénoval až do roku 1993, kdy se přestěhovali do moderního zařízení v Orbassanu a tréninkové hřiště přenechali mládežnickým týmům. Od údržby se však upustilo a za pár let stadion chátral. V 80. letech 20. století narůstala degradace, zejména beton a docházelo i k částečným kolapsům konstrukcí. Mezi roky 1987 až 2008 se různí podnikatelé a politici snažili k rekonstrukci a obnově historického turínského stadionu, ale žádný z nich však z různých důvodů nebyl úspěšný. Až pod předsednictvím Urbana Caira byl realizován nový projekt druhé Philadelphia Stadium Foundation, založené v roce 2011 s cílem přebudovat celou oblast starého zařízení. Dne 8. února 2011 se od magistrátu koupil stadion. Dne 10. května 2013 potvrdil majitel klubu zahájení rekonstrukce stadionu dvou hřišť, z nichž jedno se 4 000 místy bylo určeno pro přátelské zápasy prvního týmu a zápasy Primavery. Areál doplnilo sídlo firmy, klubového muzea, sídlo nadace a domov pro sektor mládeže. Dne 17. října 2015 byly zahájeny stavební práce na pozemcích pro nové stejnojmenné sportovní centrum, dokončené a slavnostně otevřené v květnu 2017.

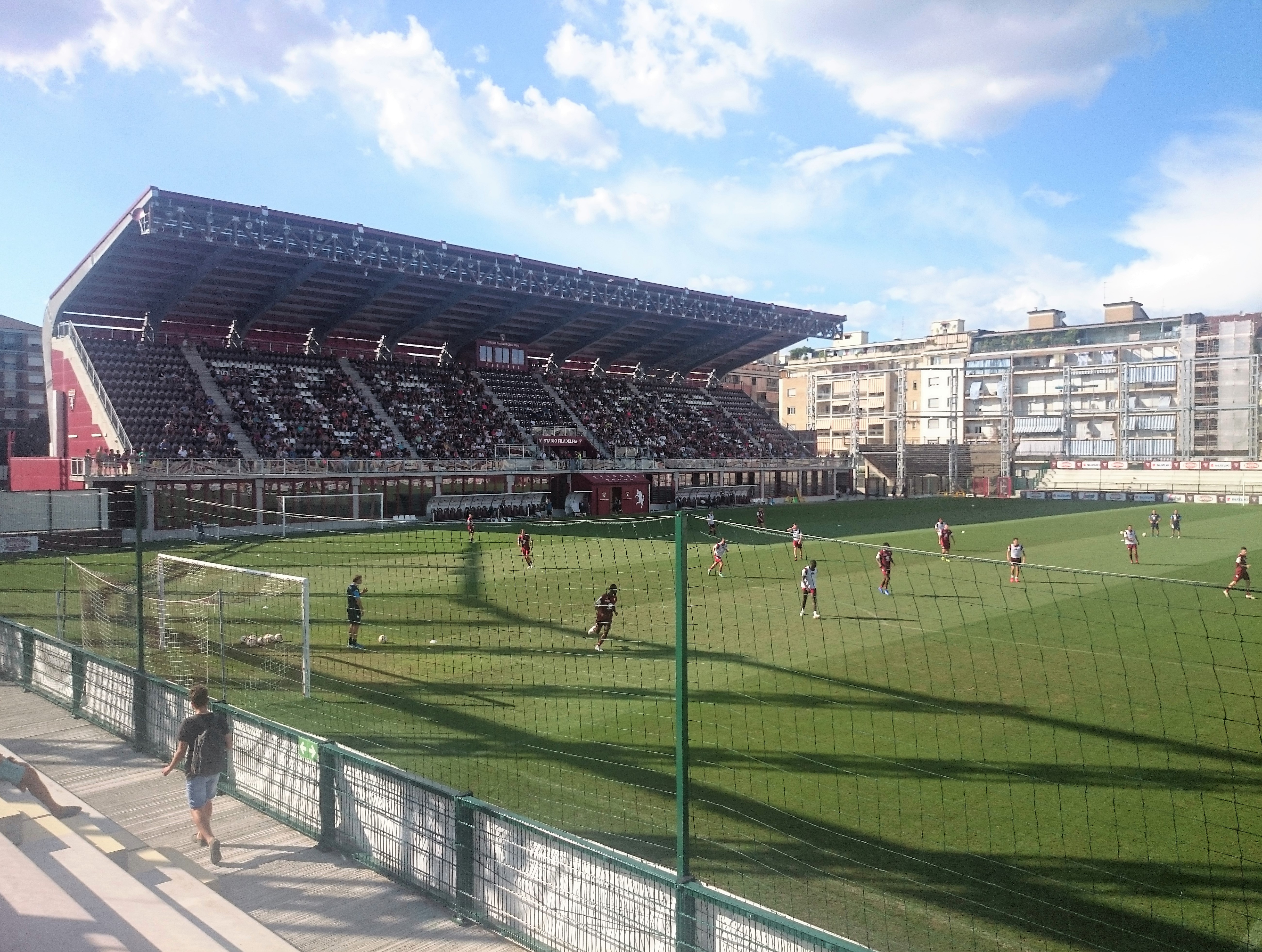
V roce 2017.